# Thiré
Thiré là một xã ở tỉnh Vendée trong vùng Pays de la Loire, Pháp. Xã này có diện tích 11,6 km², dân số năm 2006 là 524 người. Xã này nằm ở khu vực có độ cao trung bình 47 mét trên mực nước biển.

## Biến động dân số
| Năm | 1962 | 1968 | 1975 | 1982 | 1990 | 1999 | 2006 | 2008       |
| --- | ---- | ---- | ---- | ---- | ---- | ---- | ---- | ---------- |
| Dân số | 483  | 503  | 448  | 452  | 446  | 418  | 524  | 572 (est.) |
| From the year 1962 on: No double counting—residents of multiple communes (e.g. students and military personnel) are counted only once. |      |      |      |      |      |      |      |            |